# Ștefan Vetrilă
Ștefan Vetrilă (Степан Тимофеевич Ветрилэ; n. 27 iunie 1941, Sărăteni, raionul Orhei, Moldova – d. 29 martie 2018, Moscova, Rusia) a fost un medic moldovean, specialist în chirurgia coloanei vertebrale, inovator și autor de manuale și tratate în domeniu. 

## Biografie
În anul 1964 a absolvit Institutul de Stat de Medicină din Chișinău. În același an este investit în funcția de șef al secției organizator-metodice a Dispensarului Republican de Traumatologie și Ortopedie, optează și acționează pentru ordonarea secțiilor de traumatologie și ortopedie  în cadrul tuturor spitalelor orășenești și raionale, precum și a unor  puncte de asistență traumatologică în mai multe localități ale republicii. Analizează  structura traumatismelor produse în spațiul țării  și estimează necesarul de cadre pentru acest domeniu. 
În anul  1970 este trimis la studii de aspirantură la Moscova la Institutul Central de Traumatologie și Ortopedie N.N. Priorov<refhttps://cito-priorov.ru/></ref>, unde  la 1974 își va susține teza de doctor în medicină cu tema «Tratamentul osteocondrozei lombare prin instilații intradiscale cu papaină». În același an este angajat la această instituție  în calitatea de colaborator științific în secția Patologii ale coloanei vertebrale, condusă de  profesorul  A.I. Kazmin. La 1981 devine cercetător științific superior, iar în anul 1984  susține  teza de doctor habilitat în medicină  «Studii privind acțiunea papainei și aplicarea acesteia în traumatologe și ortopedie». 
În 1988 prof. Șt. Vetrilă devine titularul Departamentului Patologii ale Coloanei Vertebrale al Institutului Central de Traumatologie și Ortopedie N.N. Priorov, iar problema deformațiilor  scoliotice și maladiile degenerative ale coloanei vertebrale va deveni preocuparea   cercetărilor sale din următorii ani.

## Realizări profesionale și științifice
Prof. Șt. Vetrilă a extins  semnificativ cercetările în chirurgia coloanei vertebrale pentru a reuși abordări inovaționale pentru tratamentul deformațiilor severe de coloană definite de scolioză, cifoză, de consecințele  traumatice și posttraumatice. Se consideră de pionierat  cercetările sale   asupra patologiei segmentului cranio-vertebral cu substrat genetic, pentru care a elaborat tehnici  de diagnoctic, tratament conservativ și chirurgical: metoda de pregătire anteoperatorie  a pacienților cu diformități cifotice severe de coloană cu aplicarea galo-pelvitracției;  metode de cercetare a microcirculației radiculare în osteocondroza lombară prin intermediul Dopler fluometriei cu laser, sisteme de diagnostic și tratament pentru bolnavii cu fracturi vertebrale pe fundal de osteoporoză; a promovat metode hiposingene de corecție chirurgicală a deformațiilor scoliotice severe. Echipa condusă de prof. Șt. Vetrilă a elaborat metoda de fixare transpediculară și  stabilizare diferențiată a segmentelor după discectomie cu ajutorul sistemelor dinamice de stabilizare, pentru osteomielita hematogenă nespecifică  de coloană a implementat procedee inedite de tratament - intervenții transdermice,  discopunctare,  metode de asanare prin toracoscopie și de spondilodeză ventrală. 
În colaborare cu savanții de la catedra de terapie și medicină pubertară a Academiei de Științe Medicale și Studii Postdoctorale prof. Șt. Vetrilă a elaborat un sistem de diagnostic al hipertensiunii pulmonare și dereglărilor ventilatorii la adolescenții și premilitarii  cu diferite grade de scolioză.
Profesorul Ștefan Vetrilă a edificat o adevărată școală științifică ce a lansat în lume discipoli de renume. Prof. Ștefan Vetrilă a pregătit 19 doctori în medicină și 5 doctori habiltați în științe medicale.  Este autorul  a 310 publicații științifice și a  10 invenții, inclusiv 7 tehnologii medicale inedite și brevete de invenție.  A editat   manuale și compendii precum «Osteocondroza coloanei vertebrale» - Остеохондроз позвоночника (1992), «Chirurgia peretelui toracic» - Хирургия грудной стенки (2005), «Reabilitarea persoanelor cu boala traumatică a medulei spinale - Реабилитация больных с травматической болезнью спинного мозга» (2010), monografia  «Patologia craniovertebrală - Краниовертебральная патология» (2007), care se consideră o  ediție de referință în știința medicală de domeniu. La inițiativa acestui savant sub egida CITO au fost organizate mai multe conferințe științifico-practice în probleme actuale de chirurgie a coloanei vertebrale, astfel că principiile de abordare, procedeele și tehnicile de intervenție concepute de acest savant au devenit populare și sunt aplicate  în practica mai multor centre specializate în patologia coloanei vertebrale.

## Poziții și funcții științifice
- A fost antrenat în activitatea diferitor foruri științifice  din Federația Rusă: membru al Consiliului științific al Institutului Central de Traumatologie și Ortopedie N.N. Priorov, co-președinte al Comisiei de probleme în ortopedie, membru al Consiliului științific al Academiei Medicale din Moscova I.M. Secenov, membru al Comisiei medicale de stat pentru selectarea astronauților, membru al colegiului redacțional al revistei Вестник травматологии и ортопедии им. Н.Н. Приорова și în consiliul redacțional al  revistei Хирургия позвоночника.
- A fost vice-președintele Asociației chirurgilor vertebrologi din Federația Rusă, membru al diferitor societăți de ortopedie și traumatologie din Rusia și al altor organisme internaționale de specialitate -   GICD (Groupe International Cotrel Dubousset), IITS (International Intradiscal Therapy Society), membru de onoare al Societății americane  NASS (North American Spine Society),  membru al Societății Ortopezilor-traumatologi din Republica Moldova, membru de onoare al   Societății de Traumatologie și Ortopedie din România.

## Distincții
Profesorul Ștefan Vetrilă a fost distins cu medalia de argint la Expoziția Realizărilor Economiei Naționale (1985), medalia jubiliară 850 de ani de la fondarea Moscovei (1997).  Pentru merite  deosebite în activitatea sa de medic și savant  a fost distins cu titlul de «Medic emerit al Federației Ruse (2001), cu diploma premiului «Призвание» - cel mai important premiu medical din Federația Rusă (2001), iar în anul 2011 i se conferă titlul onorific  "Заслуженный деятель науки Российской Федерации" ("Om de știință emerit al Federației Ruse") .

## Publicații importante
1. Mironov S. P., Vetrila S. T., Vetrila M. S., Kuleshov A. A.SURGICAL TREATMENT OF SPONDYLOLISTHESIS OF THE VERTEBRA L5 WITH THE USE OF TRANSPEDICULAR FIXATORS (In Russ.). //Spine surgery. 2004. No. 1. p. 39-46.
2. Vetrila ST, Kuleshov A. A, Vetrila M., Kisel, A. A..SURGICAL TREATMENT OF THORACOLUMBAR AND LUMBAR SCOLIOSIS. (In Russ.) //Spine surgery. 2004. No. 2. p. 12-18.
3. Vetrila S. T, Kolesov S.V. DIAGNOSIS AND TREATMENT OF INJURIES OF THE UPPER CERVICAL SPINE.(In Russ.) //Spine surgery. 2005. No. 1. p. 16-20.
4. Vetrila S.T, Kuleshov A.A., Vetrila M.S. SURGICAL TREATMENT OF SPONDYLOLISTHESIS IN CHILDREN AND ADOLESCENTS WITH THE USE OF TRANSPEDICULAR FIXATORS. (In Russ.)  //Traumatology and orthopedics of Russia. 2006. No. 2 (40). p. 60-61.
5. Mironov S. P, Vetrila S. T, Natsvlishvili Z. G, Morozov A.K., Krupatkin A.I., Kuleshov A. A., Hohrikov G.I., Vetrila M. S.	EVALUATION OF THE FEATURES OF SPINAL BLOOD CIRCULATION, MICROCIRCULATION IN THE SPINAL CORD MEMBRANES AND NEUROVEGETATIVE REGULATION IN SCOLIOSIS. (In Russ.) //Spine surgery. 2006. No. 3. p. 38-48.
6. Vetrila S. T, Kuleshov A. A., Shvets V.V., Vetrila M.S,,Chelpachenko O.B. SURGICAL TREATMENT OF SEVERE SPINAL DEFORMITIES. //Annals of the Russian Academy of Medical Sciences. 2008. No. 8. p. 34-40.
7. Vetrila S.T, Kuleshov A.A, Vetrila M.S,  Chelpachenko O.B. SURGICAL TREATMENT OF SEVERE EXTENDED KYPHOTIC DEFORMITIES OF THE THORACIC AND LUMBAR SPINE.(In Russ.) //Spine surgery. 2009. No. 3. p. 20-29.
8. Vetrila S. T, Kuleshov A. A., Shvets V.V., Kisel A.A, Vetrila M.S., Guseynov V. G. THE CONCEPT OF SURGICAL TREATMENT OF VARIOUS FORMS OF SCOLIOSIS USING MODERN TECHNOLOGIES. Spine surgery. 2009. No. 4. p. 21-30.
9. Kuleshov A.A., Vetrila S.T., Zhestkov K.G, Guseynov V.G., Vetrila M.S. SURGICAL TREATMENT OF SCOLIOSIS DURING INCOMPLETE GROWTH OF THE SPINE. //Journal of Traumatology and Orthopedics. 2010. No. 1. p. 9-16.
10. Kazmin A.I., Vetrila S.T.TREATMENT OF LUMBAR OSTEOCHONDROSIS BY INTRADISTAL INFUSION OF PAPAIN (RUSSIAN).//Orthopedics, Traumatology and Prosthetics, 1973, No. 8, p.7-13.
11. Kazmin A.I., Pavlova G.A., Vetrila S.T. TREATMENT OF NEUROLOGICAL SYNDROMES OF LUMBAR OSTEOCHONDROSIS WITH INTRADISCAL INFUSION OF PAPAIN (RUSSIAN). // Orthopedics, Traumatology and Prosthetics. 1976. No. 7, p. 34-39.
12. Vetrila S.T., Kuleshov A.A., Vetrila M.S., Chelpachenko O.B. SURGICAL TREATMENT OF EXTENDED KYPHOTIC DEFORMITIES OF THE THORACIC AND LUMBAR SPINE.(In Russ.)  Spine Surgery. 2014. No S2. p. 47-54.

## Invenții
1. METHOD OF SURGICAL TREATMENT OF SEVERE SCOLIOSIS WITH CONCAVE CORRECTION DEFORMATION OF CHEST. Kuleshov A.A., Vetrila S.T., Shvets V.V., Vetrile M.S., Zakharin R.G., Lisyansky I.N. Patent for invention RU 2449734 C1, 10.05.2012. Application No. 2010143967/14 dated 28.10.2010.
2. RADICULAR SYNDRONE EARLY DIAGNOSIS AFTER DISECTOMIA. Vetrila S.T., Krupatkin A.I., Shvets V.V., Kuleshov A.A., Vetrila M.S. Patent of invention RU 2325104 C1, 27.05.2008. Application No. 2006139087/14 dated 07.11.2006.
3. METHOD OF MINI-INVASIVE SURGICAL TREATMENT OF NON-SPECIFIC HEMATOGENIC OSTEOMYELITIS OF THORACIC SPINE. Vetrila S.T., Vetrila M.S., Kuleshov A.A., Kolbovskiy D.A., Zhestkov K.G. Patent of invention RU 2407477 C1, 27.12.2010. Application No. 2009138142/14 dated 16.10.2009.
4. DEVICE FOR REPOSITION, CORRECTION AND FIXATION OF THE NECK REGION SPINE. Bulgakov G.N., Vetrila M.S., Vetrila S.T., Kuleshov A.A., Onukhov M.S., Frolov V.P. Utility model patent RU 93020 U1, 20.04.2010. Application No. 2009146352/22 dated 15.12.2009.
5. METHOD FOR TREATMENT OF LUMBAR OSTEOCHONDROSIS. Kazmin A.I., Vetrila S.T. Copyright certificate SU 506417 A1, 03/15/1976. Application No. 1914828 dated 04/09/1973.
6. METHOD FOR TREATMENT OF DUPUITRENE CONTRACT. Kazmin A.I., Vetrile S.T., Grishin I.G. Copyright certificate SU 706090 A1, 12/30/1979. Application No. 2369734 dated 06/08/1976
7. METHOD FOR TREATMENT OF STENOSING LI-HAMENTITIS OF THE FINGERS OF THE HAND. Kazmin A.I., Vetrila S.T., Grishin I.G. Copyright certificate SU 852320 A1, 08/07/1981. Application No. 2773757 dated 05/31/1979.
8. SPINE STRETCHING DEVICE. Dzhabbarov M.P., Balashev B.N., Akhmedov Sh.B., Akhmedov N.Sh., Vetrila S.T. Copyright certificate SU 1225567 A1, 04/23/1986. Application No. 3652660 dated 08/19/1983.